# Nord-Hålogalands stift
Nord-Hålogalands stift (norska: Nord-Hålogaland bispedømme, nordsamiska: Davvi-Hålogalándda biss) är ett stift inom Norska kyrkan. Stiftet täcker det nordligaste Norge, närmare bestämt Troms och Finnmark fylken, samt ögruppen Svalbard i Norra ishavet.
Stiftet upprättades 1952, genom delning av dåvarande Hålogalands stift. Biskopssätet är Tromsø domkyrka i Tromsø och biskop är sedan 2014 Olav Øygard.
I januari 2025 meddelade biskop Olav att han avser att gå i pension 30 september 2025, och stiftsrådet har inlett rekrytering av ny biskop.

## Historik
Hela Nordnorge tillhörde ursprungligen Trondheims stift, med Nidarosdomen som moderkyrka. Den 1 januari 1804 inrättades Nordlandene og Finmarkens stift, bestående av Nordland, Finnmark och Troms.
Biskopen bosatte sig i Tromsø 1838, och från 1844 kom stiftet att kallas Tromsø stift. Tromsø domkyrka invigdes 1861.
I slutet av 1910-talet ersatte Norska kyrkan samtliga stift med biskopsdömen, och 1918 fick Tromsø stift det nya namnet Hålogaland bispedømme. När stiftet 1 januari 1952 delades i en nordlig och en sydlig del upprättades Nord-Hålogaland bispedømme som ett självständigt stift.

## Organisation

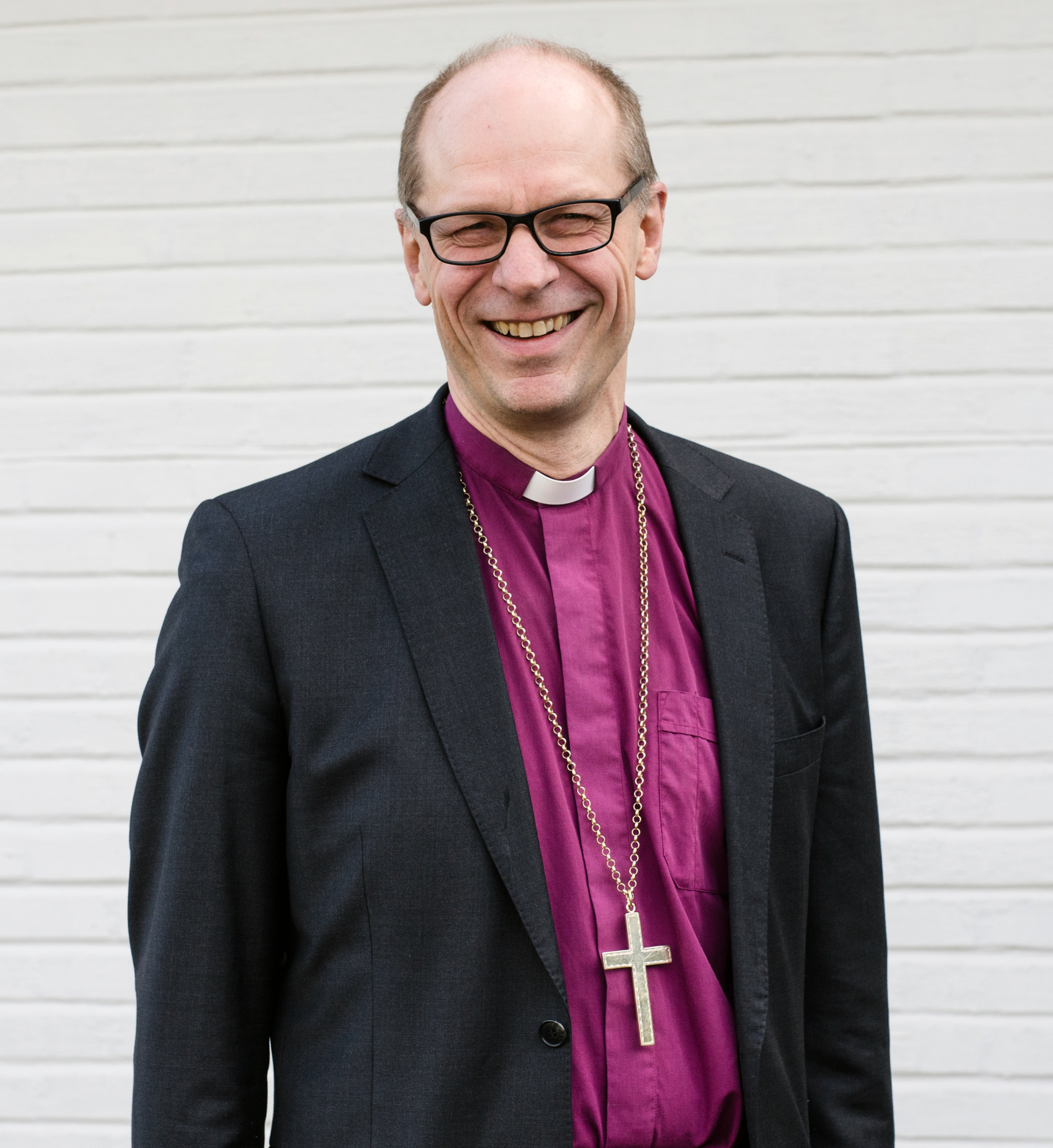
Olav Øygard är sedan 2014 biskop i Nord-Hålogalands stift.

### Biskopen
Stiftet leds av en biskop, med biskopssäte i Tromsø och Tromsø domkyrka. Han eller hon leder vigseltjänsten i stiftet, och beslutar om kyrkans verksamhet tillsammans med stiftsrådet. Under sig har biskopen prostarna, som leder prästtjänsten i prostierna.
Olav Øygard vigdes till biskop av Nord-Hålogaland i Tromsø domkyrka 9 november 2014. Han har tidigare varit präst i Alta, sedan prost i Alta kontrakt. Utöver teologi har han även studerat samiska.
I januari 2025 meddelade biskop Olav att han avser att gå i pension 30 september 2025. Stiftsrådet har därför inlett processen med val av ny biskop.
Under den öppna nomineringstiden lämnades 44 förslag till ny biskop. Nu väntar ett urval och nominering i flera steg, innan en vägledande omröstning genomförs under försommaren. Därefter beslutar kyrkorådet om ny biskop den 18 september 2025.

### Stiftsrådet
Nord-Hålogaland bispedømmeråd, stiftsrådet, är stiftets högsta beslutande organ och beslutar om kyrkans verksamhet i stiftet. Stiftsrådet beslutar också i anställnings- och ansvarsärenden för stiftets prästtjänster. Rådet består av elva ledamöter:
- biskopen
- en präst, vald av stiftets präster
- en i stiftet anställd lekman, vald av de i stiftet anställda lekmännen
- sju andra lekmän, valda direkt av stiftets röstberättigade medlemmar, samt
- en nordsamisk representant[13]

Ett särskilt ungdomsråd fungerar som rådgivande organ till stiftsrådet.

### Kontraktsindelning

Kontrakt (prosterier) i Nord-Hålogalands stift (2020), förutom Svalbard.

Nord-Håloglanads stift är indelat i åtta kontrakt (prosterier, norska: prostier); Svalbard tillhör Tromsø domprosteri. Det finns 62 församlingar (socknar, norska: sokn eller sogn) i stiftet. Församlingarna samverkar i 39 kyrkliga samfälligheter (norska: kirkelige fellesråd), en organisation som ungefärligt motsvarar ett pastorat, men i övrigt följer kommunindelningen och är nära knuten till den kommunala organisationen.
De åtta kontrakten är:
- Alta prosteri
- Hammerfests prosteri
- Indre Finnmarks prosteri
- Nord-Troms prosteri
- Senja prosteri
- Tromsø domprosteri (inklusive Svalbard)
- Trondenes prosteri
- Varangers prosteri

Saemien Åålmege, Samiska församlingen i sydsamiska språkområdet har verksamhet över hela det sydsamiska området, och står direkt under biskopen av Nidaros tillsyn. Døves menighet i Tromsø är en del av Dövkyrkan, och tillhör Døveprostiet i Oslo stift, och står därför under biskopen av Oslos tillsyn.

## Ansvarsområden
Nord-Hålogalands stift har särskilt ansvar för att ta tillvara och synliggöra nordsamiskt språk och kultur i kyrkan. Indre Finnmarks kontrakt är det enda i Den norska kyrkan som har samisk majoritet, och som därför har nordsamiska som förvaltningsspråk parallellt med norska.
Stiftet har själv tagit på sig att även främja kyrklig verksamhet på kvänska.

## Biskopslängd

### Biskopar i Hålogaland bispedømme (1804−1952)
- Mathias Bonsak Krogh 1804−1828
- Peder Christian Hersleb Kjerschow 1830−1848
- Daniel Bremer Juell 1849−1855
- Knud Gislesen 1855−1860
- Carl Peter Parelius Essendrop 1861−1867
- Fredrik Waldemar Hvoslef 1868−1876
- Jakob Sverdrup Smitt 1876−1885
- Johannes Nilssøn Skaar 1885−1892
- Peter Wilhelm Kreydahl Bøckman 1893−1909
- Gustav Dietrichson 1910−1918
- Johan Støren 1918−1928
- Eivind Berggrav 1928−1937
- Sigurd Johan Normann 1937−1939
- Wollert Krohn-Hansen 1940−1952

### Biskopar i Nord-Hålogaland (1952− )
- Alf Kristian Theodor Wiig 1952–1961
- Monrad Oskar Norderval 1962–1972
- Kristen Kyrre Bremer 1972–1979
- Arvid Halgeir Nergård 1979–1990
- Ola Steinholt 1990–2001
- Per Oskar Kjølaas 2002–2014
- Olav Øygard 2014–